# Consell Suprem d'Antiguitats
El Consell Suprem d'Antiguitats o Supreme Council of Antiquities (SCA), nom oficial en anglès (a vegades, també anomenat Consell Superior d'Antiguitats), va ser la branca del Ministeri de Cultura egipci encarregada de supervisar tot allò relacionat amb l'arqueologia i les antiguitats del país. Tal com esmenten en la seva pròpia web, el principal paper de l'organisme és el de "protegir i promoure el patrimoni cultural egipci, tant en solitari com en col·laboració amb altres organismes nacionals i internacionals".
Des dels fets del 2011, el Consell Suprem d'Antiguitats va patir diversos canvis i va ser convertit en Ministeri d'Estat per a les Antiguitats (abreujat sovint Ministeri d'Antiguitats), Ministry of State for Antiquities (MSA), nom oficial en anglès. Amb la destitució de Zahi Hawass l'estiu del 2011, el Ministeri va tornar a dir-se "Consell Suprem" durant uns mesos, però amb el retorn del Gabinet de Sharaf el novembre del 2011 es va tornar a convertir en "Ministeri" (això també havia passat durant uns dies el mes de març del mateix any). El nom del ministeri varia lleugerament amb el temps; durant una temporada, també s'anomena Ministry of State for Antiquities Affairs (MSAA) i Ministry of Antiquities Affairs.

## Estructura del Consell Suprem d'Antiguitats
El Consell depèn directament del Ministeri de Cultura egipci. El president del Consell és el ministre de Cultura, mentre que l'encarregat del funcionament i de la gestió del Consell és el secretari general.
L'organització està estructurada en diversos departaments, i n'és el més conegut el de les Antiguitats Faraòniques. Els altres departaments que el componen són: Antiguitats Coptes i Islàmiques, Antiguitats Prehistòriques, Secretariat (òrgan directiu), Sector dels Museus, Sector de Projectes i Sector de Finançament. Del Secretariat, depenen onze oficines: Oficina del Secretari (General), Oficina Científica, Oficina de Permisos, Oficina de Premsa, Cooperació Internacional, Desenvolupament Cultural, Publicacions Científiques, Renaixement de l'Art Antic, Impremta del SCA, Missions Estrangeres i Repatriació d'Artefactes Robats.

## Una mica d'història[3]
La conservació del patrimoni històric i cultural d'Egipte va començar en l'època faraònica. Hi ha diversos casos documentats de preservació i restauració de monuments i obres. Un dels més coneguts és el cas del príncep Khaemweset, quart fill de Ramsès II el Gran, que va restaurar nombrosos monuments i temples, sobretot a les necròpolis de la zona de Memfis (Saqqara…). També hi ha coneixement de la destrucció del propi patrimoni durant les èpoques de guerra i després de la mort d'alguns faraons, com és el cas d'Hatshepsut i d'Akhenaton.
Posteriorment, i sobretot per motius religiosos, es destrueixen moltes de les escultures, temples, pintures i relleus en diversos períodes de la història del país (durant i després de la conquesta àrab d'Egipte…). Els casos més evidents són la destrucció parcial de les piràmides de Gizah (la de Kheops i la de Kefren), que es fan servir de pedrera per a construir l'antiga ciutat del Caire (s. XII-XIII) o la mesquita d'Abu Haggag (s. XIII), durant l'edificació de la qual es destrueix part del temple de Luxor (Tebes).
El 1798, l'exèrcit de Napoleó va envair Egipte, invasió fruit de la guerra de França amb Anglaterra. Napoleó hi va anar acompanyat d'un grup de científics i artistes que van documentar els monuments i que van recollir i es van endur diverses peces cap a França. La publicació de la Description de l'Égypte (1809-1829) va atraure l'interès de molts escriptors, artistes i, més tard, museus i col·leccionistes cap a Egipte. Els primers intents moderns de preservar el patrimoni històric d'Egipte daten del 1835, quan Mohamed Alí, aleshores governador d'Egipte, va crear un decret on es prohibia l'extracció de les antiguitats egípcies del país sense autorització prèvia. Però la realitat era que molts dignataris i governadors del país acabaven regalant ells mateixos els tresors arqueològics a governants d'altres països.
L'última gran destrucció del patrimoni de l'Antic Egipte es produeix durant la construcció de la nova presa d'Assuan (a partir del 1959 i fins a mitjans dels anys 70) i la inundació del sud de l'Alt Egipte i el nord de l'antiga Núbia amb el llac Nàsser; les Nacions Unides fan un esforç per rescatar i traslladar els principals temples (especialment Abu Simbel i Filae), però es perden les restes de les fortaleses de l'Imperi Mitjà (Buhen i Semna, entre d'altres), diversos temples menors, pobles i necròpolis, i una gran quantitat de territori no excavat. Els governs que havien participat en el rescat van rebre a canvi diversos temples i altres "regals" arqueològics (per exemple, el temple de Debod de Madrid).

### Creació delService des Antiquités de l'Egypte

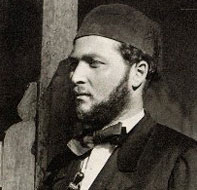
Auguste Mariette (1881).

El 1858, Auguste Mariette, egiptòleg francès responsable de diverses excavacions al país i encarregat del Museu Egipci del Caire, aleshores anomenat "Museu de Bulaq" per la seva ubicació inicial al barri de Bulaq del Caire, va fundar el Service des Antiquités de l'Egypte (SAE), també conegut com a Département d'Antiquités i Service d'Antiquités. Ismaïl Paixà, virrei d'Egipte, l'havia nomenat conservador dels monuments egipcis i li va aconseguir fons i equipaments per a dur a terme aquests projectes. El 1881, a la mort de Mariette, l'egiptòleg Gaston Maspero va prendre el relleu al seu compatriota. Maspero en va ser el director en dos períodes diferents, durant el primer any com a cap del Service va aconseguir localitzar el tresor de les mòmies reials (tomba TT320) que els germans Abd el-Rasul havien estat saquejant a la zona de Deir el-Bahari (Luxor) i venent en el mercat negre.
La direcció del Service queda a mans franceses, fins i tot durant l'època del protectorat anglès (1882-1922). L'últim director francès serà Étienne Drioton. El 1953, amb la proclamació de la república i l'abolició de la monarquia encapçalada pel rei Faruk, es comencen a designar directors d'origen egipci per primera vegada des de la seva creació; el primer, Mostafa Amer, el dirigirà durant 3 anys. El 1971, amb els canvis al país després de la mort del president Nasser, la proclamació de la República Àrab d'Egipte i la nova constitució del nou president, Anwar Sadat, es canvia el nom original pel d'Egyptian Antiquities Organization (EAO), nom que durà fins al 1994, quan passà a dir-se Supreme Council of Antiquities (SCA).
El SCA depenia, des del 1960 i fins al 2011, del Ministeri de Cultura egipci. Abans havia format part del Ministeri d'Educació.

### Creació del Ministeri (2011)

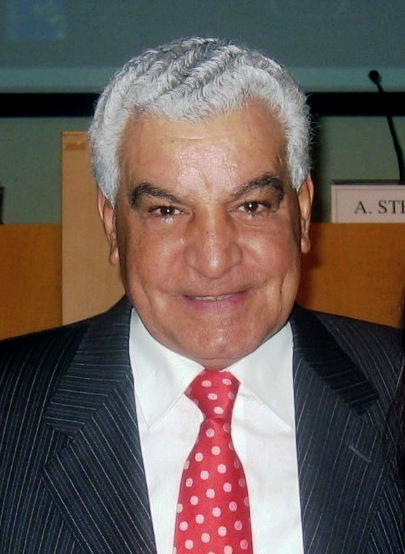
Zahi Hawass (2006).

La creació del Ministeri d'Estat per a les Antiguitats es produeix en ple auge de les protestes de la Primavera Àrab. Les protestes en contra del govern a Egipte ja fa uns anys que duren, especialment a les zones més desafavorides, però a finals del gener del 2011, la revolta es generalitza arreu i un gran grup es concentra a la plaça Tahrir (Caire), que es converteix en símbol internacional de les protestes al país. El president, Hosni Mubàrak, emprèn una sèrie de mesures dràstiques per a reprimir les protestes, la majoria de caràcter dictatorial (anul·lació de les comunicacions amb l'exterior, tall de l'accés a la xarxa d'Internet, repressió policial...), però els diversos assalts a museus, magatzems i diversos jaciments arqueològics arreu d'Egipte provoquen que el 31 de gener el president Mubàrak doni llum verda a la petició llargament esperada per diversos sectors relacionats amb l'egiptologia. La petició, l'encapçala l'aleshores el secretari general del Consell Suprem d'Antiguitats, Zahi Hawass, qui reclama més autonomia, fons i seguretat per preservar el patrimoni històric del país. Hawass és nomenat ministre d'Antiguitats i ha d'encapçalar el ministeri acabat de crear.
El 3 de març, Essam Sharaf és nomenat Primer Ministre en substitució d'Ahmed Shafik. Sharaf decideix destituir Hawass, per haver estat massa proper a Mubarak, eliminar el ministeri i tornar a l'antic model del Consell Suprem dependent del ministeri de Cultura amb un nou secretari general. Però el 31 del mateix mes decideix recuperar el ministeri i tornar a nomenar ministre Hawass. La Protection of Antiquities Law (Llei de Protecció de les Antiguitats, nom oficial en anglès) no es modifica fins al 22 de juny; és per això que la potestat de decisió continua sent del ministeri de Cultura fins aleshores.
El 17 de juliol, arran d'un canvi en el govern provisional, es destitueix Hawass, es dissol el ministeri i es reconverteix altra vegada en Consell Suprem. El novembre del 2011, amb el retorn del Gabinet Sharaf al poder, es recupera el ministeri i el 7 de desembre es nomena ministre d'Antiguitats l'antic professor d'arqueologia Mohamed Ibrahim Ali.

## Directors, presidents, secretaris generals i ministres

### Service des Antiquités de l'Egypte

#### Directors francesos

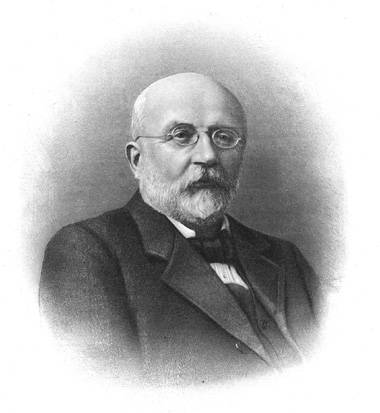
Gaston Maspero.

- Auguste Mariette (1858-1881)
- Gaston Maspero (1881-1886)
- Eugène Grébaut (1886-1892)
- Jacques de Morgan (1892-1897)
- Victor Loret (1897-1899)
- Gaston Maspero (1899-1914)
- Pierre Lacau (1914-1936)
- Étienne Drioton (1936-1952)

#### Directors egipcis
- Mostafa Amer (1953-1956)
- Abbas Bayoumi (1956-1957)
- Moharram Kamal (1957-1959)
- Abd el-Fattah Hilmy (1959)
- Mohammed Anwar Shoukry (1960-1964)
- Mohammed Mahdi (1964-1966)
- Gamal Mokhtar (1967-1971)

### Egyptian Antiquities Organization
- Gamal Mokhtar (1971-1977)
- Mohammed Abd el-Qader Mohammed (1977-1978)
- Shehata Adam (1978-1981)
- Fuad el-Oraby (1981)
- Ahmed Khadry (1982-1988)
- Mohammed Abdel Halim Nur el-Din (1988)
- Sayed Tawfik (1989-1990)
- Mohammed Ibrahim Bakr (1990-1993)

### Supreme Council of Antiquities
- Mohammed Abdel Halim Nur el-Din (1993-1996)
- Ali Hassan (1996-1997)
- Gaballa Ali Gaballa (1997-2002)
- Zahi Hawass (2002-2011)[15]
- Mohamed Abdel Fattah (juliol-setembre 2011)[16]
- Moustapha Amine (setembre-novembre 2011)[17]

### Ministry of State for Antiquities
- Zahi Hawass (gener-juliol 2011, amb intermitències)[18]
- Mohamed Ibrahim Ali (novembre 2011-)[19]